# Condado de Seward (Nebraska)
El condado de Seward (en inglés: Seward County), fundado en 1867, es un condado del estado estadounidense de Nebraska. En el año 2000 tenía una población de 16.496 habitantes con una densidad de población de 11 personas por km². La sede del condado es Seward.

## Geografía
Según la oficina del censo el condado tiene una superficie total de 1492 km² (576,1 mi²), de los que 1489 km² (574,9 mi²) son tierra y 3 km² (1,2 mi²) (0,17%) son agua.

## Condados adyacentes
- Condado de Butler - (norte)
- Condado de Lancaster - (este)
- Condado de Saline - (sur)
- Condado de Fillmore - (suroeste)
- Condado de York - (oeste)
- Condado de Polk - (noroeste)

## Demografía
Según el 2000 la renta per cápita media de los habitantes del condado era de 42.700 dólares y el ingreso medio de una familia era de 51.813 dólares. En el año 2000 los hombres tenían unos ingresos anuales 32.218 dólares frente a los 22.329 dólares que percibían las mujeres. El ingreso por habitante era de 18.379 dólares y alrededor de un 7,00% de la población estaba bajo el umbral de pobreza nacional.

## Ciudades y pueblos
- Beaver Crossing
- Bee
- Cordova
- Garland
- Goehner
- Milford
- Pleasant Dale
- Pittsburg
- Seward
- Staplehurst
- Utica